# Font de Can Julià
La font de Can Julià, coneguda també com la font de Can Bas, és una font natural de mina, situada als voltants de la masia de Can Julià, a l'heretat de Can Bas, a ponent del municipi de Subirats (Alt Penedès).
Situada en un paratge natural molt humit i molt acollidor, l'aigua que brolla de forma permanent s'utilitza per al rec d'uns horts propers, canalitzada a través d'uns conductes fins al lloc on es troben els conreus.
La font està feta d'obra, construïda a partir de blocs de pedra irregulars de mida mitjana, coronada per una cornisa de maons plans. Als costats de la font hi ha bancs, col·locats el 1982, quan es van fer obres de millora a l'indret. Tocant a la font hi ha un safareig, que conserva les batedores que servien per rentar, avui envaït per la vegetació. A uns 50 m hi ha la font brollador de la bassa de Can Julià, una bassa natural a la qual s'hi adossa un mur d'obra que impedeix la inundació dels conreus.